# Sorbaria olgae
Sorbaria olgae är en rosväxtart som beskrevs av Iurij Dmitrievitch Zinserling. Sorbaria olgae ingår i släktet rönnspireor, och familjen rosväxter. IUCN kategoriserar arten globalt som otillräckligt studerad. Inga underarter finns listade i Catalogue of Life.